# ケネス・ブラナー
サー・ケネス・ブラナー（Sir Kenneth Branagh CBE, 1960年12月10日 - ）は、イギリスの俳優、映画監督、脚本家、プロデューサー。「ローレンス・オリヴィエの再来」と呼ばれ、シェイクスピア俳優として有名。

## 生い立ち
北アイルランド・ベルファスト出身。弟と妹がいる。9歳の時に家族と共にイングランド・レディングに移住。

## キャリア
RADA（王立演劇学校）を首席で卒業した後、23歳の時にロイヤル・シェイクスピア・カンパニー（RSC）に参加し、数多くの舞台に立つ。現在でも時々舞台に立っている。しかし既存の劇団の限界を感じ、自身で「ルネサンス・シアター・カンパニー」（RTC）を仲間と共に設立。『十二夜』、『お気に召すまま』、『リア王』、『夏の夜の夢』などを上演した。
1989年公開の『ヘンリー五世』で、映画監督デビュー並びに初主演を務める。本作では大胆な脚色や、ローレンス・オリヴィエ版のような舞台的演出を排したリアリティーある作風が評価され、29歳にしてアカデミー監督賞と主演男優賞にダブルノミネートされると、1992年の老いた舞台俳優の苦悩を描いたチェーホフ原作短編映画『Swan Song』でアカデミー短編映画賞にノミネートされる。その後も、エマ・トンプソンやデンゼル・ワシントン、マイケル・キートンといった豪華キャストが顔を揃えた『から騒ぎ』（1993年）や、シェイクスピア俳優の苦悩を描いた『世にも憂鬱なハムレットたち』（1995年）、4時間を超える超大作となった『ハムレット』（1996年）など、シェイクスピア作品を次々と映画化し、『ハムレット』ではアカデミー脚色賞にノミネートされた。
2001年放送のテレビ映画『謀議』でエミー賞主演男優賞（ミニシリーズ・テレビ映画部門）を受賞。その翌年に公開された『ハリー・ポッターと秘密の部屋』では、魔法学校のインチキ教師であるギルデロイ・ロックハート役をコミカルに演じ、話題となる。
2008年にマーベル・スタジオから『マイティ・ソー』の監督として雇われる。3年の年月を費やした本作は、2011年に公開されると大ヒットを記録。同年に公開された『マリリン 7日間の恋』では、自身が敬愛する俳優ローレンス・オリヴィエを演じ、アカデミー助演男優賞にノミネートされる。
2012年7月27日のロンドンオリンピック開会式では、イザムバード・キングダム・ブルネルを演じた。
2015年公開の監督作『シンデレラ』では、オープニング時の興行収入が自身の監督作品としては過去最高となり、実写版のディズニー映画としては珍しいことに批評家からも激賞された。翌年に公開された『ダンケルク』では、クリストファー・ノーラン監督作品に初参加する。2017年に自身が監督と主演を務めた『オリエント急行殺人事件』では、豪華キャストと原作の話題性から日本で大ヒットを記録。2020年には再びノーラン作品『TENET テネット』に出演し、再び話題となる。
2021年には自身の幼少期を描いた半自伝的映画『ベルファスト』を発表し、トロント国際映画祭の観客賞を受賞。第94回アカデミー賞では作品賞を含む7部門にノミネート、脚本賞で受賞を果たす。これまで個人としてアカデミー賞史上最多となる通算7部門ノミネート（本作では作品賞・監督賞・脚本賞のノミネート）を経験しながら受賞に至っていなかったブラナーにとって初めての受賞となった。

## 私生活
- 女優のエマ・トンプソンと1989年に結婚するが、1995年に離婚。その後ヘレナ・ボナム＝カーターと同棲している時期もあった。2003年にアート・ディレクターのリンゼイ・ブラノックと再婚した[5]。
- 1990年に自身の舞台のために来日している。
- 自身が主宰する劇団のパトロンがチャールズ3世であり、その縁からチャールズ（当時皇太子）が2005年に再婚した時に結婚式に招待されていた。
- トッテナム・ホットスパーFCのサポーターである[6]。

## 栄典、叙勲等
- 1990年 クイーンズ大学、ベルファスト校（Queen's University of Belfast）より、名誉文学博士号（Honorary Doctorate in Literature）を授与された。
- 1994年 大英帝国勲章、コマンダー（Commander of the Order of the British Empire）に叙せられた。

## フィルモグラフィ

### 映画
| 年   | 題名                                                                 | 役名                                    | 備考                                            | 吹き替え                                      |
| ---- | -------------------------------------------------------------------- | --------------------------------------- | ----------------------------------------------- | --------------------------------------------- |
| 1981 | 炎のランナー Chariots of Fire                                        |                                         |                                                 |                                               |
| 1987 | ハイシーズン High Season                                             | リック                                  |                                                 |                                               |
| 1987 | ひと月の夏 A Month in the Country                                    | ジェームズ・ムーン                      |                                                 |                                               |
| 1987 | 戦火燃ゆる時 Fortunes of War                                         | ガイ・プリングル                        | テレビ映画                                      |                                               |
| 1988 | ヘンリー五世 Henry V                                                 | ヘンリー5世                             | 兼監督・脚本                                    |                                               |
| 1991 | 愛と死の間で Dead Again                                              | マイク・チャーチ / ローマン・ストラウス | 兼監督                                          | 菅生隆之                                      |
| 1992 | ピーターズ・フレンズ Peter's Friends                                 | アンドリュー・ベンソン                  | 兼監督・製作                                    | （吹き替え版なし）                            |
| 1993 | スウィング・キッズ Swing Kids                                        | クノップ                                | クレジットなし                                  | 堀勝之祐                                      |
| 1993 | から騒ぎ Much Ado About Nothing                                      | ベネディック                            | 兼監督・製作・脚本                              | 安原義人                                      |
| 1994 | フランケンシュタイン Frankenstein                                    | ヴィクター・フランケンシュタイン        | 兼監督・製作                                    | 菅生隆之（ソフト版） 鈴置洋孝（テレビ朝日版） |
| 1995 | 世にも憂鬱なハムレットたち In the Bleak Midwinter                    | N/A                                     | 監督・脚本                                      | N/A                                           |
| 1995 | オセロ Othello                                                       | イアーゴ                                |                                                 | 菅生隆之                                      |
| 1996 | ハムレット Hamlet                                                    | ハムレット                              | 兼監督・脚本                                    | （吹き替え版なし）                            |
| 1996 | リチャードを探して Looking for Richard                               | 本人                                    |                                                 | 不明                                          |
| 1998 | 相続人 The Gingerbread Man                                           | リック・マグルーダー                    | 森田順平（ソフト版） 佐々木梅治（フジテレビ版） |                                               |
| 1998 | セレブリティ Celebrity                                               | リー・サイモン                          | 牛山茂                                          |                                               |
| 1998 | ヴァージン・フライト The Theory of Flight                            | リチャード                              | 谷口節                                          |                                               |
| 1998 | ボストン/愛の炎 The Proposition                                      | マイケル神父                            |                                                 |                                               |
| 1999 | ワイルド・ワイルド・ウエスト Wild Wild West                          | アーリス・ラブレス                      | 佐古正人（ソフト版） 広川太一郎（日本テレビ版） |                                               |
| 2000 | 恋の骨折り損 Love's Labour's Lost                                    | ビローン                                | 兼監督・製作・脚本                              |                                               |
| 2000 | 舞台よりすてきな生活 How to Kill Your Neighbor's Dog                 | ピーター                                |                                                 | 松井範雄                                      |
| 2000 | エル・ドラド/黄金の都 The Road to El Dorado                          | ミゲール                                | 声の出演                                        | 中尾隆聖                                      |
| 2001 | 謀議 Conspiracy                                                      | ラインハルト・ハイドリヒ                | テレビ映画                                      | 楠大典                                        |
| 2002 | 裸足の1500マイル Rabbit-Proof Fence                                  | ネヴィル                                |                                                 | 家弓家正                                      |
| 2002 | ハリー・ポッターと秘密の部屋 Harry Potter and the Chamber of Secrets | ギルデロイ・ロックハート                | 内田直哉                                        |                                               |
| 2002 | シャクルトン 南極海からの脱出 Shackleton                             | サー・アーネスト・シャクルトン          | テレビ映画                                      | 不明                                          |
| 2004 | ジム・ヘンソンの不思議の国の物語 Five Children and It                | アルバートおじさん                      |                                                 | 池水通洋                                      |
| 2006 | お気に召すまま As You Like It                                        |                                         | 兼監督・製作・脚本                              |                                               |
| 2006 | 魔笛 The Magic Flute                                                 | N/A                                     | 監督                                            | N/A                                           |
| 2007 | スルース Sleuth                                                      | N/A                                     | 監督・製作                                      | N/A                                           |
| 2008 | ワルキューレ Valkyrie                                                | ヘニング・フォン・トレスコウ            |                                                 | 内田直哉                                      |
| 2009 | パイレーツ・ロック The Boat That Rocked                              | ドルマンディ                            |                                                 | 内田直哉                                      |
| 2011 | マイティ・ソー Thor                                                  | N/A                                     | 監督                                            | N/A                                           |
| 2011 | マリリン 7日間の恋 My Week with Marilyn                              | ローレンス・オリヴィエ                  |                                                 | 金尾哲夫                                      |
| 2014 | エージェント:ライアン Jack Ryan: Shadow Recruit                      | ヴィクトル・チェレヴィン                | 兼監督                                          | 高瀬右光                                      |
| 2015 | シンデレラ Cinderella                                                | N/A                                     | 監督                                            | N/A                                           |
| 2017 | ダンケルク Dunkirk                                                   | ボルトン海軍中佐                        |                                                 | 谷昌樹                                        |
| 2017 | オリエント急行殺人事件 Murder on the Orient Express                  | エルキュール・ポアロ                    | 兼監督・製作                                    | 草刈正雄                                      |
| 2018 | シェイクスピアの庭 All Is True                                       | ウィリアム・シェイクスピア              | 兼監督・製作                                    | 菅生隆之                                      |
| 2018 | アベンジャーズ/インフィニティ・ウォー Avengers: Infinity War         | ステイツマンの救難信号                  | カメオ出演（クレジットなし）                    | 各務立基                                      |
| 2019 | アルテミスと妖精の身代金 Artemis Fowl                                | N/A                                     | 監督・製作                                      | N/A                                           |
| 2020 | TENET テネット Tenet                                                 | アンドレイ・セイター                    |                                                 | 内田直哉                                      |
| 2021 | ベルファスト Belfast                                                 | N/A                                     | 監督・脚本・製作                                | N/A                                           |
| 2022 | ナイル殺人事件 Death on the Nile                                     | エルキュール・ポアロ                    | 兼監督・製作                                    | 広瀬彰勇                                      |
| 2023 | オッペンハイマー Oppenheimer                                         | ニールス・ボーア                        |                                                 | 原康義                                        |
| 2023 | 名探偵ポアロ:ベネチアの亡霊 A Haunting in Venice                     | エルキュール・ポアロ                    | 兼監督・製作                                    | 広瀬彰勇（WOWOW版）                           |
| TBA  | Mayday                                                               |                                         | ポストプロダクション                            |                                               |
| TBA  | The Last Disturbance of Madeline Hynde                               | N/A                                     | 監督 撮影中                                     |                                               |

### テレビシリーズ
| 年        | 題名                                                                     | 役名                 | 備考                          | 吹替     |
| --------- | ------------------------------------------------------------------------ | -------------------- | ----------------------------- | -------- |
| 2008      | イラク戦争へのカウントダウン 〜英メディアが描いた10日間〜 10 Days to War | ティム・コリンズ大佐 | 第8話「前線の兵士たち 1日前」 |          |
| 2008-2016 | 刑事ヴァランダー Wallander                                               | クルト・ヴァランダー | 計12話出演 兼製作総指揮       | 辻親八   |
| 2022      | This イングランド 〜ボリス・ジョンソンの軌跡〜 This England              | ボリス・ジョンソン   | 計6話出演                     | 井上和彦 |
| 2023      | BLUE EYE SAMURAI/ブルーアイ・サムライ Blue Eye Samurai                   | アビジャ・ファウラー | 声の出演                      | 滝知史   |

## 著作
- 『私のはじまり ケネス・ブラナー自伝』 喜志哲雄訳、白水社、初版1993年

## 日本語吹き替え
主に担当しているのは、以下の二人である。
内田直哉
『ハリー・ポッターと秘密の部屋』で初担当。ブラナーの担当声優として知られている。
菅生隆之
『愛と死の間で』で初担当。内田と並んで多く吹き替えている。
このほかにも、広瀬彰勇、辻親八、井上和彦なども複数回、声を当てている。